# Тонкс, Николас
Николас Тонкс (англ. Nicholas K. Tonks) — британский биохимик, исследователь Protein tyrosine phosphatases, в числе которых открыл первым из них PTP1B.
Член Лондонского королевского общества (2001), доктор философии (1985), именной профессор (Caryl Boies Professor) онкологии Лаборатории в Колд-Спринг-Харбор.

## Биография
Окончил Оксфорд (бакалавр биохимии, 1981). В 1985 году получил степень доктора философии в Университете Данди — под началом Филипа Коэна. Являлся постдоком в Вашингтонском университете у Эдмонда Фишера, именно тогда открывши PTP1B. С 1990 года в Лаборатории в Колд-Спринг-Харбор, где с 1995 года полный профессор, а ныне именной профессор (Caryl Boies Professor) онкологии.
Опубликовал более 180 работ, получил 10 патентов.
Награды и отличия
- Pew Scholar in the Biomedical Sciences, Pew Charitable Trusts[англ.] (1991)[3]
- Colworth Medal[англ.] Британского биохимического общества (1993)
- Earl and Thressa Stadtman Distinguished Scientist Award, American Society for Biochemistry and Molecular Biology[англ.] (2019)[4][5]
- National Institutes of Health MERIT Award[англ.]
- Vallee Visiting Professor Award, Vallee Foundation